# Джафура – Ріяс
Джафура – Ріяс – складова трубопровідної інфраструктури саудійської установки фракціонування Ріяс, запуск якої запланований на 2027 рік.
Із введенням на газопереробному заводі Джафура другої черги значно зростуть обсяги вилучених зріджених вуглеводневих газів (ЗВГ, гомологи метану). Їх нерозділену суміш – фракцію С2+ – будуть транспортувати до нової установки фракціонування Ріяс, для чого призначається трубопровід довжиною 259 км з діаметром 900 мм. Він працюватиме із тиском до 5,3 МПа та матиме пропускну здатність до 510 тисяч барелів на добу (що співпадає із сукупним показником двох ліній установки Ріяс).
Також заплановано прокласти перемичку довжиною 8 км з діаметром 600 мм від Ріяс до району Катіф, де проходить трубопровідний коридор для транспортування суміші ЗВГ Гавія – Джуайма.